# Dorfkirche Walddrehna

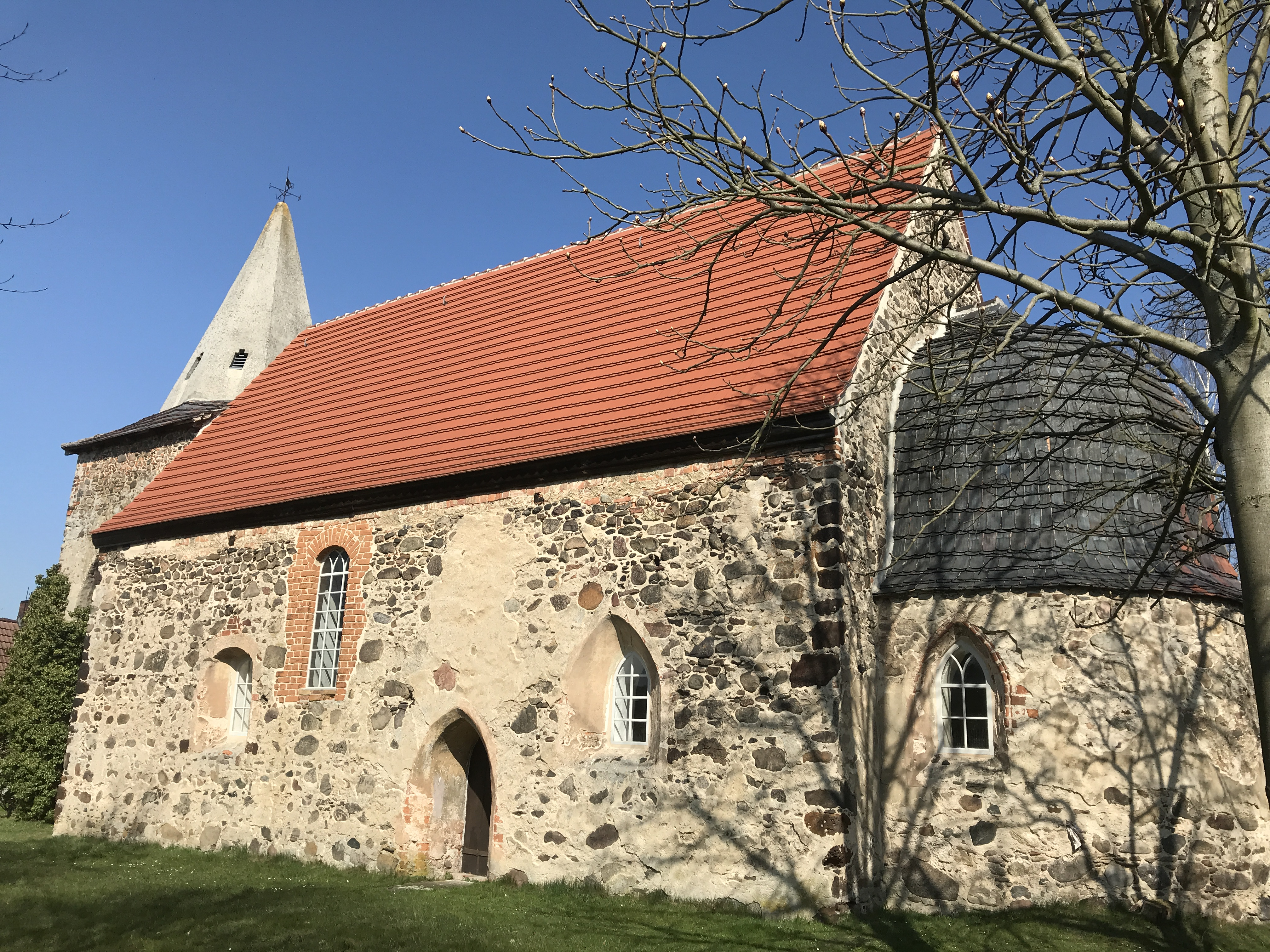
Dorfkirche Walddrehna

Die evangelische Dorfkirche Walddrehna ist eine gotische Feldsteinkirche in Walddrehna, einem Ortsteil der Gemeinde Heideblick im Landkreis Dahme-Spreewald im Land Brandenburg. Die Kirchengemeinde gehört zum Kirchenkreis Niederlausitz der Evangelischen Kirche Berlin-Brandenburg-schlesische Oberlausitz. Sie besitzt einen für die Region Südbrandenburg einmaligen Glockenturm auf Rundpfeilern, dessen Baugeschichte unter Experten umstritten ist.

## Lage
Die Walddrehna Hauptstraße führt in West-Ost-Richtung durch den Ort. Die Kirche steht südlich der Straße auf einem Gelände, das bis auf die Nordseite durch einen schlichten Zaun eingefriedet ist.

## Geschichte

### Baubeginn im 12. bzw. 13. Jahrhundert
Zur Baugeschichte des Sakralbaus gibt es unterschiedliche, zum Teil widersprüchliche Angaben. Das Dehio-Handbuch geht davon aus, dass der Bau in seinem Kern nicht vor dem Ende des 13. Jahrhunderts errichtet wurde. Das Buch Brandenburgische Dorfkirchen (siehe Literatur) spricht lediglich von einem Bau aus dem ausgehenden Mittelalter. Begründet werden diese Annahmen mit der Art der Bauausführung, insbesondere die Quaderung der Feldsteine, die bei früheren Bauwerken meist sorgfältig ausfiel, im Laufe der Jahrhunderte ungleichmäßiger wurde und schließlich häufig zu Bauwerken aus Mischmauerwerk führte. Allerdings existieren in der Region auch Bauwerke, die dieser Abfolge nicht entsprechen – beispielsweise die Dorfkirche Waltersdorf. Dort ist der Sockel wenig behauen; darauf setzt ein sorgfältig behauenes Feldsteinmauerwerk auf. Andere Experten können sich vorstellen, dass das Bauwerk im ausgehenden 12. Jahrhundert errichtet wurde und begründen dies mit den auffälligen Rundpfeilern.

### 14. Jahrhundert

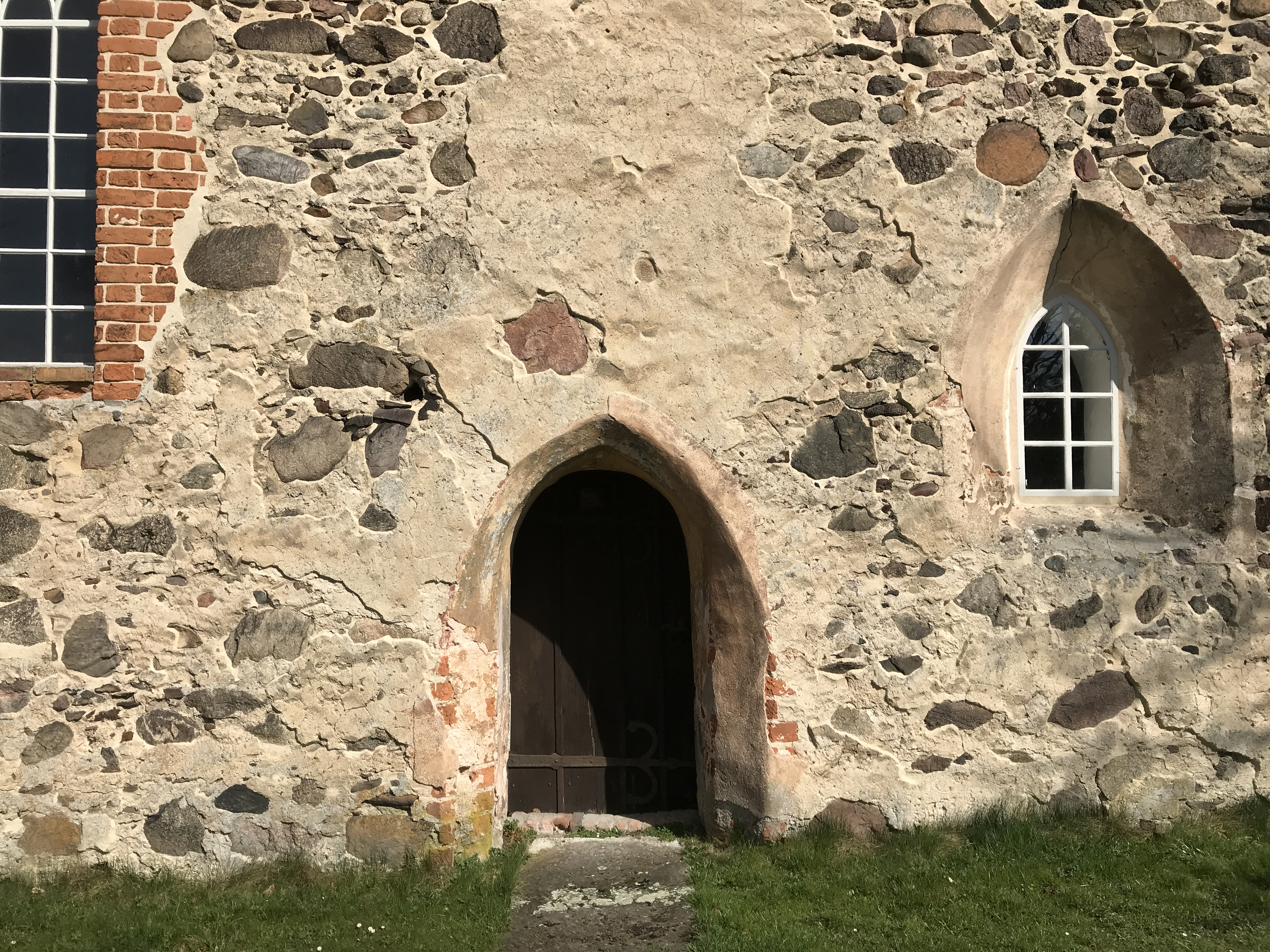
Südportal aus dem 14. Jahrhundert

Nach einer Sondage gilt es als sicher, dass es im 14. Jahrhundert zu einem strukturellen Eingriff in das Gebäude kam. Handwerker brachen in die Südwand des Kirchenschiffs ein kleines Portal, was unter anderem an den – im Vergleich zu allen anderen mittelalterlichen Öffnungen – fehlenden Raseneisensteinen am Sockel des Gewändes ersichtlich ist. Vermutlich zur gleichen Zeit entstand eine Sakramentsnische im südlichen Bogen der Apsis. Um 1470 wurden alle Türen und Fensteröffnungen durch Archivolten spitzbogig überformt. In dieser Zeit entstand weiterhin der Turmaufsatz auf den beiden vorhandenen Rundpfeilern. Handwerker brachen dazu den Westgiebel ab und nutzen eine hölzerne Schalung, um die Arkadenbögen zu errichten. Während im unteren Bereich vorrangig Raseneisenstein und Feldstein verwendet wurde, kam weiter oben zunehmend Mauerstein zum Einsatz. Anschließend wurden alle Fugen verputzt, wenn auch nicht als Sichtfassung. Durch die zahlreiche Verwendung der zu dieser Zeit vergleichsweise teuren Formsteine kam es zu einer erheblichen Aufwertung des Bauwerks. In Verbindung mit der offenen Vorhalle vermuten Experten, dass vermehrt Pilger die Kirche aufsuchten. Dies erscheint schlüssig, zumal Walddrehna zu dieser Zeit an einer Kreuzung zweier bedeutender Handelswege lag.

### 15. und 16. Jahrhundert
Um 1500 wurde die gesamte Fassade mit Ausnahme der Turminnenseite flächig verputzt. Untersuchungen in den 2000er-Jahren ergaben, dass die Handwerker dabei von oben nach unten vorgingen und anschließend eine rote Kalktünche auftrugen, in die Ritzungen mit Dreipässen und Vierpässen eingebracht wurden. Die Portale erhielten eine ornamentale Gestaltung. Zur gleichen Zeit erneuerten Handwerker den Putz im Innenraum oder trugen ihn erstmals auf. Ein Vergleich mit anderen Kirchen der Region lässt den Schluss zu, dass sich die Arbeiten an der rund vierzig Jahre zuvor fertiggestellten Kirche St. Nikolaus in Stendal orientiert haben könnten.

### 17. Jahrhundert
Überlieferungen zufolge wurde der Ort im Dreißigjährigen Krieg im Winter 1636/1637 von schwedischen Truppen bis auf die Kirche, die Försterei und die Schänke verwüstet. Walddrehna stand in dieser Zeit unter der Herrschaft Sonnewalde, und so wurde die Kirche unter der Leitung des Grafen Solms von Sonnewalde instand gesetzt. Dendrochronologische Untersuchungen am Dachwerk ergaben, dass das Holz für den Dachstuhl im Winter 1698 gefällt wurde. Der Aufbau dürfte daher im darauffolgenden Sommer 1699 erfolgt sein. Zuvor wurden die Mauerkronen am Langhaus aufgemauert. Im Zuge dieser Arbeiten erhielt die Apsis ihre Schweifhaube. Anschließend wurde der Innenraum neu gestaltet und eine Empore eingebaut.

### 18. Jahrhundert
1708 goss Michael Weinholdt in Dresden aus Bronze eine neue Glocke für die Kirche. Sie hat den Schlagton C und wiegt rund 120 kg bei einem Durchmesser von rund 60 cm. Es handelt sich um eine Stiftung des Heinrich Wilhelm Graf zu Sonnewalde und Tecklenburg, der seine Initialen H.W.G.Z.S.V.T sowie das Solmsche Wappen anbringen ließ. Mitte des 18. Jahrhunderts erwarb der Kirchenpatron ein barockes Altarretabel sowie eine passende Kanzel. Das Ostfenster der Apsis wurde gleichzeitig mit Mauersteinen und einem Lehmmörtel verschlossen. Anschließend verputzten Handwerker die äußeren Fenstergewände. Sie verwendeten dabei eine Vielzahl kleinerer Stücke Mauerstein, sodass der Putz eine rosa-rötliche Färbung erhielt.

### 19. und 20. Jahrhundert
Krause gibt bei seinen Untersuchungen an, dass „ab der Mitte des 19. Jahrhunderts“ das Inventar der Kirche ergänzt wurde. Dazu zähle auch ein Taufengel mit einer Taufschüssel, die die Jahreszahl 1853 trägt. Das Brandenburgische Landesamt für Denkmalpflege und Archäologisches Landesmuseum (BLDAM) datiert den Engel in die Mitte des 18. Jahrhunderts. 1888 erhielt die Kirche eine Orgel. In den 1930er-Jahren stiftete der Gemüsehändler Berthold eine zweite Glocke. Sie hatte einen Durchmesser von 67 cm, musste im Zuge einer Metallspende des deutschen Volkes abgegeben werden und ging verloren. Im Zweiten Weltkrieg traten kaum Beschädigungen auf. Lediglich das Altarblatt wurde von drei Geschossen getroffen, die bei Restaurierungsarbeiten im Jahr 2004 beseitigt wurden. In den Jahren 1953 und 1954 ließ die Kirchengemeinde die Empore und das Gestühl erneuern. Die Kirche erhielt einen Fliesenfußboden sowie eine neue Bretterdecke. Ein an der Kanzel angebrachter Pastorensitz wurde ausgebaut und die Treppe zur Kanzel erneuert. 1955 erhielt die Kirche eine zweite Glocke mit einem Durchmesser von 66 cm. Von 1963 bis 1965 bauten Handwerker eine elektrische Heizung ein und richteten einen Gemeinderaum ein. Ende der 1980er-Jahre wurde das Dach neu eingedeckt, und der Turm erhielt einen neuen Putz. 1992 und 1993 wurde die Orgel überholt und die Ausmalung der 1950er-Jahre überstrichen.

### 21. Jahrhundert
Von 2006 bis 2010 stand die Kirche in Zentrum einer bauhistorischen Untersuchung der TU Berlin. Sie hatte zum einen das Ziel, eine Sanierung vorzuplanen und zum anderen, einen regionalen Vergleich charakteristischer Merkmale der Dorfkirchen der Region zu ziehen.

## Baubeschreibung

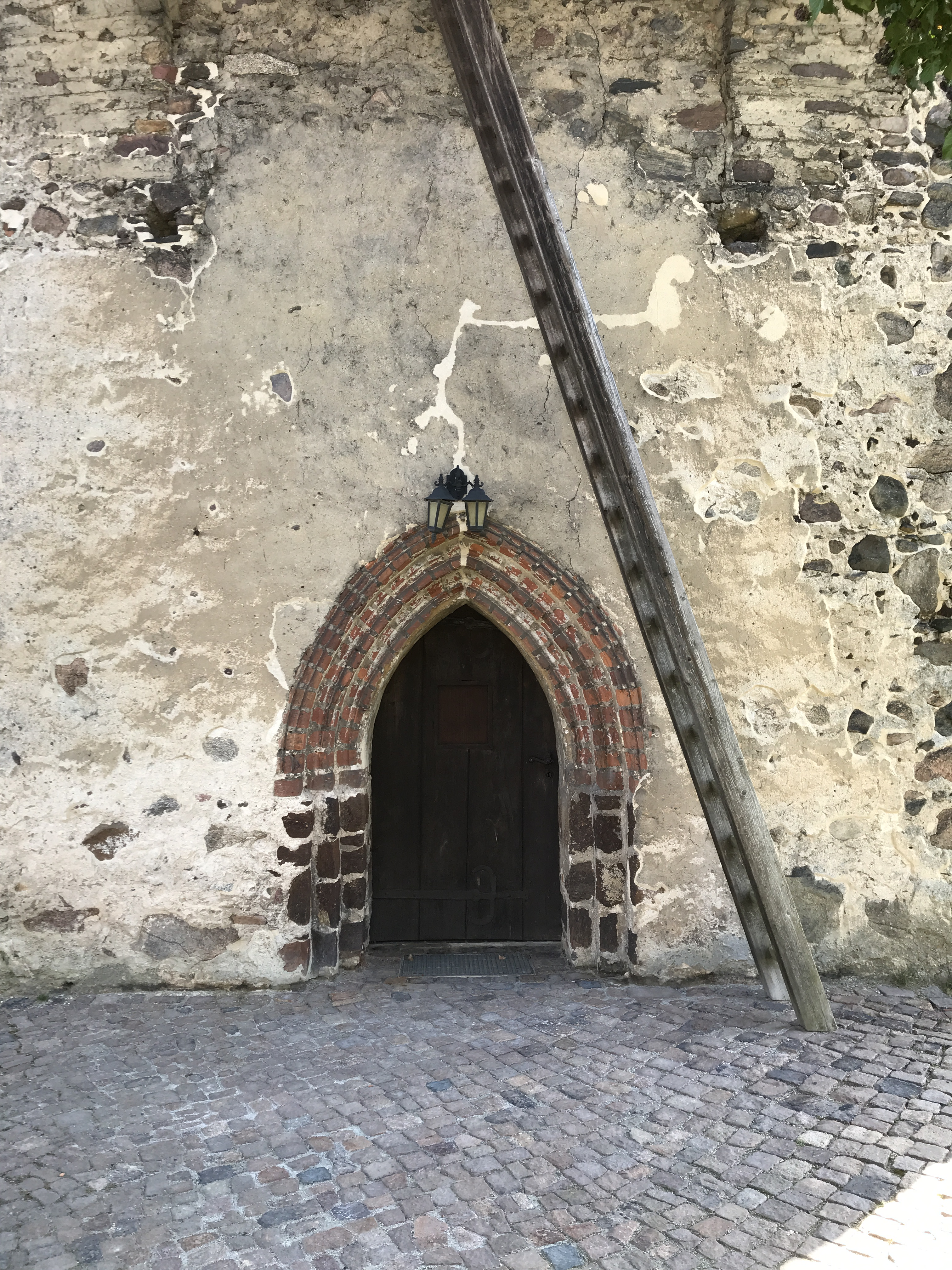
Westportal

Das Bauwerk wurde im Wesentlichen aus unbehauenen und nicht lagig geschichteten Feldsteinen errichtet, die teilweise verputzt wurden. Die Lagenhöhe beträgt durchschnittlich 35 cm; Zwischenräume wurden mit kleinen Feldsteinen oder Bruchstücken zugesetzt. Die Apsis ist halbrund und gegenüber dem Kirchenschiff leicht eingezogen. Das Scheitelfenster war ursprünglich spitzbogig und ist mit rötlichem Mauerstein zugesetzt. An der Nord- und Südseite ist je ein spitzbogenförmiges Fenster mit Gewänden aus Mauerstein, der teilweise als Birnstab ausgeformt wurde. Darauf ist eine geschweifte Haube.
Nach Westen schließt sich das rund 15 Meter lange und rund 8 Meter breite Kirchenschiff an. Die Ostwand ist fensterlos, einzelne Ecksteine bestehen aus behauenem Raseneisenstein. Im Giebel ist eine kleine, hochrechteckige Öffnung. An der Nordseite sind zwei spitzbogenförmige Fenster. Die Öffnungen an der Südseite bestehen zunächst aus einem Spitzbogenfenster im östlichen Bereich des Bauwerks. Das Gewände ist verputzt und abgefast. Nach Westen folgt eine Spitzbogenpforte, westlich davon ein großes und barockes Sprossenfenster, das großflächig mit Mauerstein eingearbeitet wurde. Den Abschluss macht ein gedrückt-segmentbogenförmiges Fenster im westlichen Bereich. Das Schiff trägt ein schlichtes Satteldach, das mit Biberschwanz gedeckt ist. Im Innenraum springen die Längswände im oberen Bereich um rund 30 cm zurück. Der Grund hierfür ist bislang unbekannt. Möglich ist, dass die Kirchengemeinde das Bauwerk zu einem späteren Zeitpunkt einwölben wollte. Dies würde auch die vergleichsweise tiefsitzenden Fenster am Schiff erklären. Denkbar ist aber auch, dass dies zur Arbeitserleichterung geschah.

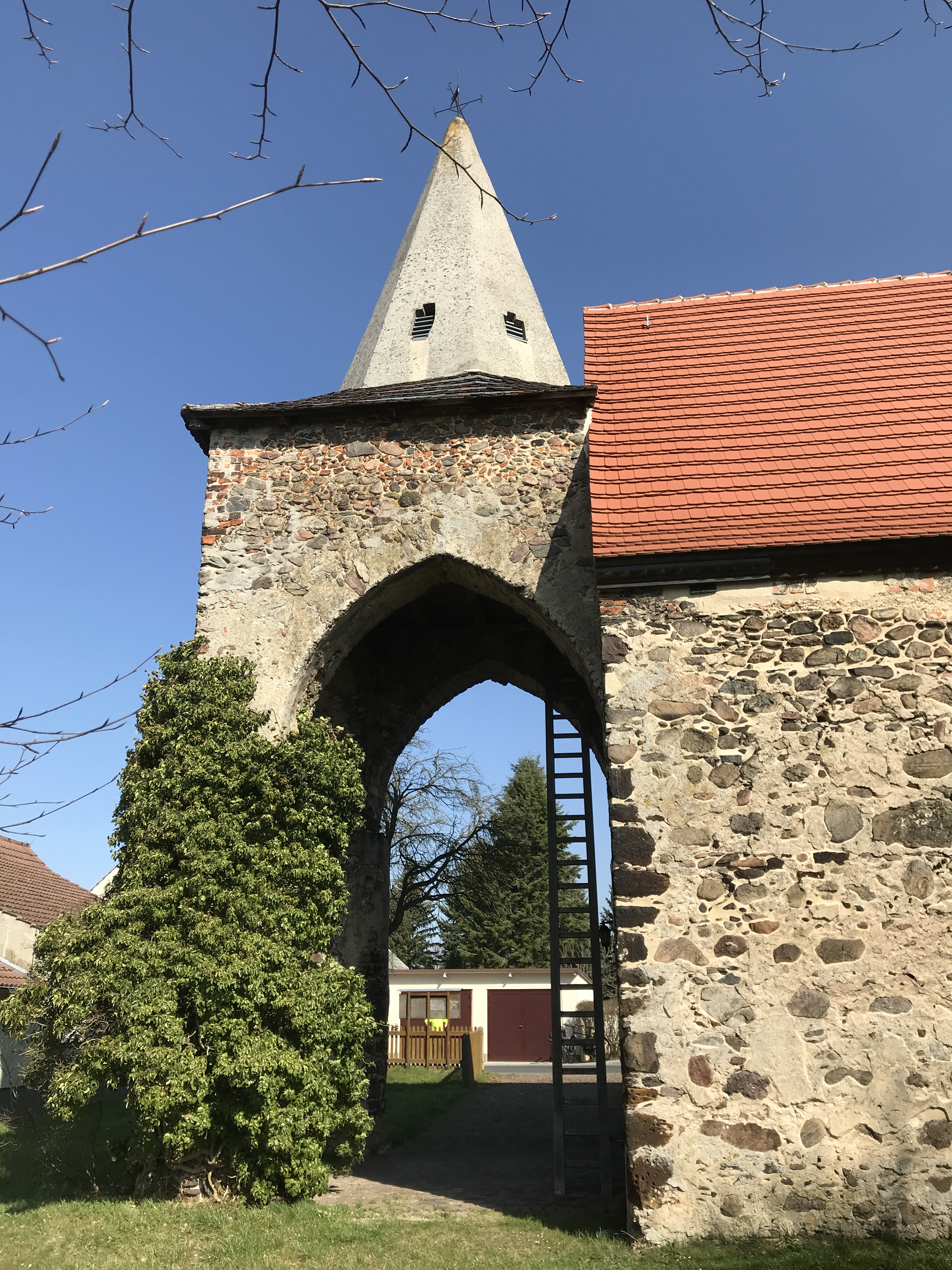
Glockenturm auf Rundpfeilern

Das auffälligste Bauteil ist der im Grundriss quadratische Westturm. Er wird von der Evangelischen Verlagsgesellschaft als „merkwürdig und interessant“ bezeichnet. Er besteht aus einer nach drei Seiten offenen Vorhalle, darauf ein oktogonaler Glockenturm. Im Westen errichteten die Handwerker zwei gemauerte Rundpfeiler mit einem Durchmesser von 1,4 m. Deren Funktion ist unter Historikern durchaus umstritten. So gab es bereits im 19. Jahrhundert die Vermutung, dass es sich dabei um Reste einer slawischen Anlage gehandelt haben soll, auf die der Turm aufgesetzt wurde. Eine Interpretation ihrer Funktion gestaltet sich auch deshalb schwierig, da es im südlichen Brandenburg keine vergleichbare Konstruktion gibt. Erst im Jerichower Land finden sich vergleichbare Pfeiler, beispielsweise im Kloster Jerichow aus dem 12. Jahrhundert – wenn auch dort in anderer Funktion als Trennung von Mittel- und Seitenschiff. Auf Grund der massiven Ausführung ist es denkbar, dass sie als Unterbau für einen hölzernen Turmaufsatz oder einen Narthex dienten. Auf die Rundpfeiler setzen sie drei Spitzbogen auf, die fast die Höhe des Kirchenschiffs erreichen. Der Zugang erfolgt unterhalb der Vorhalle von Westen her durch ein spitzbogenförmiges Portal. Dessen Gewände bestehen im unteren Bereich aus einem dreistufigen Sockel aus Raseneisenstein, darüber wurden profilierte Mauersteine mit einem Rundstab und zwei Birnstabsteinen als Archivolte verwendet. Oberhalb sind die Reste einer Putzritzung mit einer Rosette erkennbar. Unter Experten gibt es unterschiedliche Auffassungen über seine Entstehung. Ein Teil geht davon aus, dass dieses Bauteil im 13. Jahrhundert entstand. Andere sind jedoch der Auffassung, dass es im 15. Jahrhundert errichtet wurde. Darüber ist der geknickte Turmhelm, in die Klangarkaden eingebaut wurden. Dahinter hängen zwei Glocken. Die Glocke aus dem Jahr 1708 trägt neben der bereits erwähnten Inschrift auf der gegenüberliegenden Seite die Inschrift: „ALLEIN ZUR EHRE GOTTES IST DIESE GLOCKE GEGOSSEN WORDEN ANNO 1708“. Sie ist mit einem umlaufenden Akanthusfries sowie einem Fries aus Rankenwerk und Putten verziert. Der Turm schließt mit einer Wetterfahne ab.

## Ausstattung
Das dreifach gegliederte Altarretabel stammt wie auch die Kanzel aus der Zeit um 1747 und hat die Form einer doppelten Ädikula, die über einer hohen Predella angebracht wurde. Die gedrehten Säulen werden von geschnitzten Wangen flankiert. Das Altarblatt aus der Mitte des 19. Jahrhunderts zeigt in ovalen Bildern den betenden Jesus Christus; im Altarauszug ist die Kreuzigung Jesu zu sehen. Der polygonale Kanzelkorb steht auf einer dünnen, gedrehten Säule; seine Eckpilaster sind mit Masken verziert. Die Brüstungsfelder sind ebenfalls oval, darin ein „gemalter Zyklus von ungewöhnlicher Ikonografie“, so das Dehio-Handbuch weiter. Zu sehen ist die Predigt, die Kreuznahme, die Auferstehung Jesu Christi sowie das Jüngste Gericht. Darüber ist ein Schalldeckel mit Spangenkrone. In der südlichen Laibung des Apsisbogens ist eine Sakramentsnische, die mit einer Holztür verschlossen ist.
Zur weiteren Kirchenausstattung gehört ein sitzender Jacobus major, der vermutlich Ende des 15. Jahrhunderts entstand. Die Figur ist an der Nordwand platziert und wurde 1960 restauriert. Die Evangelische Verlagsanstalt ist hingegen der Ansicht, dass die Figur Anfang des 16. Jahrhunderts entstand. Sie geht davon aus, dass der Künstler in der Maingegend ansässig war. Auf Grund des „scharf charakerisierten Gesichts“ in Verbindung mit den „starken genickten Falten des Gewandes“ gehen die Experten davon aus, dass das Werk im Umkreis der Riemenschneiderwerkstatt entstanden sein muss.
Ein rund 0,79 m großer Taufengel entstand vermutlich in der Mitte des 18. Jahrhunderts. Seine Entstehung ist unklar. Als Kinderengel, so das BLDAM, stelle er unter den Taufengeln in Brandenburg eine „Ausnahme“ dar. Zwischen die beiden Hände kann ein Taufbecken aus Zinn mit der Inschrift „Großer Gott nimm in Schutz die Kinder – Gewidmet zu seinem 50jährigen Jubiläum von B. König in Drehna 1853“ eingehängt werden. Die Experten des BLDAM weisen darauf hin, dass aus der Inschrift kein Rückschluss auf die Entstehung gezogen werden könne. Vielmehr sei es auch möglich, dass der Engel zu einer früheren Zeit eine Muschelschale oder einen Lorbeerkranz in den Händen hielt. Die barocke Gestaltung könnte demnach mit dem Bau des Altarretabels und der Kanzel in der Zeit um 1747 zusammenfallen. 1960 fand eine Neufassung statt. Der Taufengel ist funktionstüchtig und kann mit Hilfe einer Kurbel am Kanzelaufgang abgesenkt werden.
Auf der neugotischen Westempore steht eine Orgel von Robert Uibe mit einem Prospekt im Stil des Historismus; beide entstanden in der ersten Hälfte des 19. Jahrhunderts. Unterhalb der Empore hat die Kirchengemeinde eine Winterkirche eingerichtet.
Das Bauwerk ist in seinem Innern flach mit einer Holzdecke verkleidet; im Chor ist eine Halbkuppel verbaut.